# Balbura intervenata
Balbura intervenata är en fjärilsart som beskrevs av William Schaus 1911. Balbura intervenata ingår i släktet Balbura och familjen björnspinnare. Inga underarter finns listade i Catalogue of Life.